# Gareth Dunnet Alcocer
Gareth Dunnet Alcocer (Querétaro, Querétaro, 9 de enero de 1990) es un guionista, director y productor mexicano. Se dio a conocer por su cortometraje Contrapelo (2014).

## Biografía
Dunnet Alcocer nació y creció en Querétaro, México. Inicialmente quería estudiar cine en su ciudad natal, sin embargo, al no encontrar una oferta estudiantil que le convenciera decidió mudarse a Estados Unidos. 
Estudió cinematografía en el American Film Institute de Los Ángeles, California.
Comenzó su carrera escribiendo y dirigiendo sus propios cortometrajes como No hay cambio, Wild Horses, Dig!, Éxodo y Marionette. Su reconocimiento llegó al crear el corto Contrapelo en 2014, el cual le valió premios y nominaciones en diversos festivales de cine en los Estados Unidos.
Luego del reconocimiento de Contrapelo, siguió trabajando en proyectos más importantes como Miss Bala (2019) y Blue Beetle (2023). En 2022 se anunció como el guionista de la película de Marvel Studios, El Muerto, dirigida por Jonás Cuarón. En noviembre de 2023 se anunció que sería el creador y guionista de un spin-off de The Boys localizado en México, conocido como The Boys: México.

## Filmografía
| Año  | Título           | Guionista | Director | Productor |
| ---- | ---------------- | --------- | -------- | --------- |
| 2009 | No hay cambio    | Sí        | Sí       |           |
| 2011 | Wild Horses      |           | Sí       |           |
| 2012 | Marionette       | Sí        | Sí       |           |
| 2012 | American Shuttle |           | Sí       |           |
| 2013 | María Bonita     | Sí        | Sí       |           |
| 2013 | Dig!             | Sí        | Sí       | Sí        |
| 2014 | Exodo            | Sí        | Sí       |           |
| 2014 | Contrapelo       | Sí        | Sí       |           |
| 2019 | Miss Bala        | Sí        |          | Sí        |
| 2023 | Blue Beetle      | Sí        |          |           |
| TBA  | El Muerto        | Sí        |          |           |
| TBA  | The Boys: México | Sí        |          | Sí        |